# ケミカル・ハーツ
『ケミカル・ハーツ』（原題:Chemical Hearts）は2020年に配信されたアメリカ合衆国の青春映画である。監督はリチャード・タンネ、主演はオースティン・エイブラムズが務めた。本作はクリスタル・サザーランドが2016年に発表した小説『Our Chemical Hearts』を原作としている。

## 概略
高校生のヘンリー・ペイジは学校新聞の編集長のポストを狙う一方、一流大学に進学するために勉学に励んでいた。そんなヘンリーにもロマンチスト―それも人並み外れた―的な一面があったが、その高すぎる理想故に恋人を作ることができずにいた。そんなある日、ヘンリーの通う学校に転校生（グレイス）がやって来た。彼女に一目惚れしたヘンリーは事あるごとにアプローチしていった。グレイスは最初の頃こそヘンリーを煙たく思っていたが、徐々に彼に心を開いていくのだった。

## キャスト
※括弧内は日本語吹替。
- オースティン・エイブラムス（下川涼） - ヘンリー・ペイジ
- リリ・ラインハート（田村睦心） - グレイス・タウン
- サラ・ジョーンズ（佐古真弓） - セイディー
- アディール・カリアン - ケム・シャルマ
- ブルース・アルトマン（木下浩之） - トビー
- キャサリン・カーティン - サラ
- カーラ・ヤング - ローラ・ヘインズ
- コーラル・ペーニャ - コーラ・ヘルナンデス
- メグ・ギブソン（桜岡あつこ） - グロリア・ペイジ
- シャノン・ウォルシュ - ミランダ・マローン
- C・J・ホフ - マーレイ

日本語吹替版その他：菊池康弘、弘松芹香、虎島貴明、大平あひる、横田大輔、松井暁波、おまたかな、矢尾幸子、中西正樹、本橋大輔、中村美怜、佐原誠、珠宮夕貴
日本語版制作スタッフ　演出：萩野洋平、翻訳：首藤千恵、制作：ACクリエイト

## 製作
2016年6月、オーサムネス・フィルムズがクリスタル・サザーランドの小説『Our Chemical Hearts』の映画権を獲得した。2019年6月14日、リリ・ラインハートの起用が発表された。17日、オースティン・エイブラムズがキャスト入りした。同月、本作の主要撮影がニュージャージー州で始まった。
2020年2月11日、スティーヴン・ジェームズ・テイラーが本作で使用される楽曲を手掛けるとの報道があった。8月21日、レイクショア・レコーズが本作のサウンドトラックを発売した。

## マーケティング
2020年6月18日、本作の劇中写真が初めて公開された。7月29日、本作のオフィシャル・トレイラーが公開された。

## 評価
本作に対する批評家からの評価は平凡なものに留まっている。映画批評集積サイトのRotten Tomatoesには48件のレビューがあり、批評家支持率は56%、平均点は10点満点で5.59点となっている。サイト側による批評家の見解の要約は「良くも悪くも、『ケミカル・ハーツ』はティーンのよくあるメロドラマティックな恋愛―数え切れないほどの映画が既にそれを取り上げている―を描き出している。」となっている。また、Metacriticには12件のレビューがあり、加重平均値は58/100となっている。